# Plangiopsidini
Plangiopsidini – plemię owadów prostoskrzydłych z rodziny pasikonikowatych i podrodziny długoskrzydlakowych. Rodzajem typowym jest Plangiopsis Karsch, 1889.

## Zasięg występowania
Przedstawiciele tego plemienia występują w Afryce Subsaharyjskiej. 

## Systematyka
Do Plangiopsidini zaliczane są 4 gatunki zgrupowane w 2 rodzajach:
- Plangiola
- Plangiopsis